# Salaheddine Bahi
Salaheddine Bahi, né le 1er octobre 1994 à Ben Guerir, est un footballeur marocain évoluant au poste de milieu offensif au MC Oujda.

## Biographie
Le 8 juillet 2018, il signe un contrat de quatre saisons au Raja Club Athletic. Le 18 juillet 2018, il dispute son premier match avec le Raja Casablanca à l'occasion d'un match de Coupe de la confédération face à l'ASEC Mimosas (victoire, 0-1). Il dispute seulement neuf matchs de championnat en Botola Pro et termine la saison en tant que vice-champion du Maroc. En compétition africaine, il remporte la Coupe de la confédération 2018-2019 en ayant pris part à treize rencontres.
Le 26 juillet 2019, il signe un contrat d'une saison aux FAR de Rabat. Le 14 septembre 2019, il dispute son premier match avec les Faraouis à l'occasion d'un match de championnat contre le MA Tétouan (défaite, 2-0). Il marque son premier but pour le club le 8 décembre 2019 face au Mouloudia d'Oujda (victoire, 0-2).
Le 26 novembre 2020, il signe un contrat de trois saisons au Mouloudia d'Oujda. Il dispute son premier match le 5 décembre en championnat face au Rapide Oued Zem (match nul, 1-1). Le 14 mars 2021, il marque son premier but pour le club en Botola contre le DH El Jadida (victoire, 4-0).

## Palmarès
Raja Club Athletic (1)
- Championnat du Maroc
  - Vice-champion en 2018-19.
- Coupe de la confédération (1)
  - Vainqueur en 2018.